# Fazara
Els fazara (àrab: بنو فزارة, Banū Fazāra) foren una tribu del nord d'Aràbia, grup dels dhubyan al seu torn un grup dels ghatafan. Les seves terres de pastura estaven situades al Wadi l-Rumma al Najd. Unayna ibn Hisn ibn Hudhayfa era el cap de la tribu en temps de Mahoma i va participar en el setge de Medina el 627 i no es va deixar subornar per Mahoma per retirar-se. Van atacar una caravana musulmana i el 628 van patir represàlies de Zayd ibn Hàritha. Va prendre part a l'expedició de Khaybar en defensa dels jueus, on altre cop fou temptat per Mahoma per retirar-se. Finalment el 630 es va aliar amb Mahoma i es va unir a les batalles de la Meca i Hunayn (630) i després contra els Banu Tamim. A la mort de Mahoma els Fazara van ser actius a la rida (apostasia), però foren derrotats. La constant pressió dels Qays Aylan a Síria va aconsellar emigrar cap al-Ghawr a Palestina i després van emigrar al Magreb.